# La Balme
La Balme é uma comuna francesa na região administrativa de Auvérnia-Ródano-Alpes, no departamento da Saboia. Estende-se por uma área de 9.4 km². Em 2010 a comuna tinha 331 habitantes (densidade: 1,2 hab./km²).